# Eland Meres
Eland Meres war ein britischer Hersteller von Automobilen.

## Unternehmensgeschichte
Die Brüder Don und Terry Mackenzie gründeten 1981 das Unternehmen in Birmingham. Sie begannen mit der Produktion von Automobilen und Kits. Der Markenname lautete Rhino. 1983 endete die Produktion. Insgesamt entstanden etwa zehn Exemplare.

## Fahrzeuge
Im Angebot stand nur ein Modell. Es ähnelte dem Willys Jeep. Das Fahrgestell vom VW Käfer bildete die Basis. Dessen Vierzylinder-Boxermotor war im Heck montiert.
Eagle Cars übernahm das Projekt, überarbeitete es mit einem Leiterrahmen sowie einem Motor vom Ford Cortina und vermarktete die Fahrzeuge unter der Marke Eagle als Modell Eagle RV.